# Червено кучешко грозде
Червеното кучешко грозде (Solanum dulcamara) е отровно растение от семейство Картофови. Представлява многогодишен полухраст, с разклонено увивно стъбло, високо до 2 метра. Листата му са с дръжка, продълговато-яйцевидни, заострени на върха. Плодът е яркочервен, сочен, лъскав и яйцевиден, с дължина 10 – 15 мм и ширина 7,5 – 10 мм.
Червеното кучешко грозде цъфти от юни до август и връзва плодове от юли до октомври.
Червеното кучешко грозде съдържа алкалоиди (соланин), сапонини (дулкамаринова киселина), дулкамарин, танини и др.
Всички части на растението са отровни.